# فيا لاكوس
فيا لاكوس (باللاتينية: Feia Lacus) هي واحدة من عدد من البحار والبحيرات الهيدروكربونية التي عُثر عليها على تيتان أكبر أقمار زحل. تمت تسميته في 2007 بناءًا على البيانات التي أخذها المسبار الفضائي كاسيني.
البحيرة تقع عند خط العرض 73.7° وخط الطول 64.41° على سطح تيتان، وهي تتكون من الميثان والإيثان السائلين. يبلغ طولها 47 كم. تمت تسميتها على اسم (Lagoa Feia) في البرازيل.